# Thuốc nhuộm màu chàm
Thuốc nhuộm màu chàm hay thuốc nhuộm chàm hay bột chàm  hoặc indigo là một loại thuốc nhuộm với màu xanh chàm (xem bài màu chàm) dễ nhận ra. Thành phần hóa học tạo ra thuốc nhuộm màu chàm là indigotin. Người cổ đại chiết lấy thuốc nhuộm chàm tự nhiên từ một vài loài thực vật cũng như một trong hai loài ốc biển (Hexaplex trunculus hay Haustellum brandaris) nổi tiếng của người Phoenicia, nhưng gần như tất cả thuốc nhuộm màu chàm ngày nay đều được sản xuất bằng phương pháp tổng hợp.
Một dạng dẫn xuất của thuốc nhuộm màu chàm được gọi là indigo carmine. Khoảng 20.000 tấn được sản xuất mỗi năm, chủ yếu là để nhuộm màu cho đồ jeans màu lam.. Khi dùng cho thực phẩm nó được liệt kê tại Hoa Kỳ như là FD&C Blue No. 2, và tại Liên minh châu Âu như là E132.

## Nguồn và sử dụng

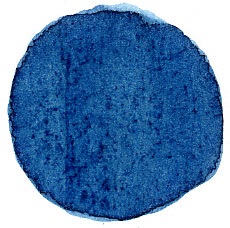
Thuốc nhuộm màu chàm

## Lịch sử

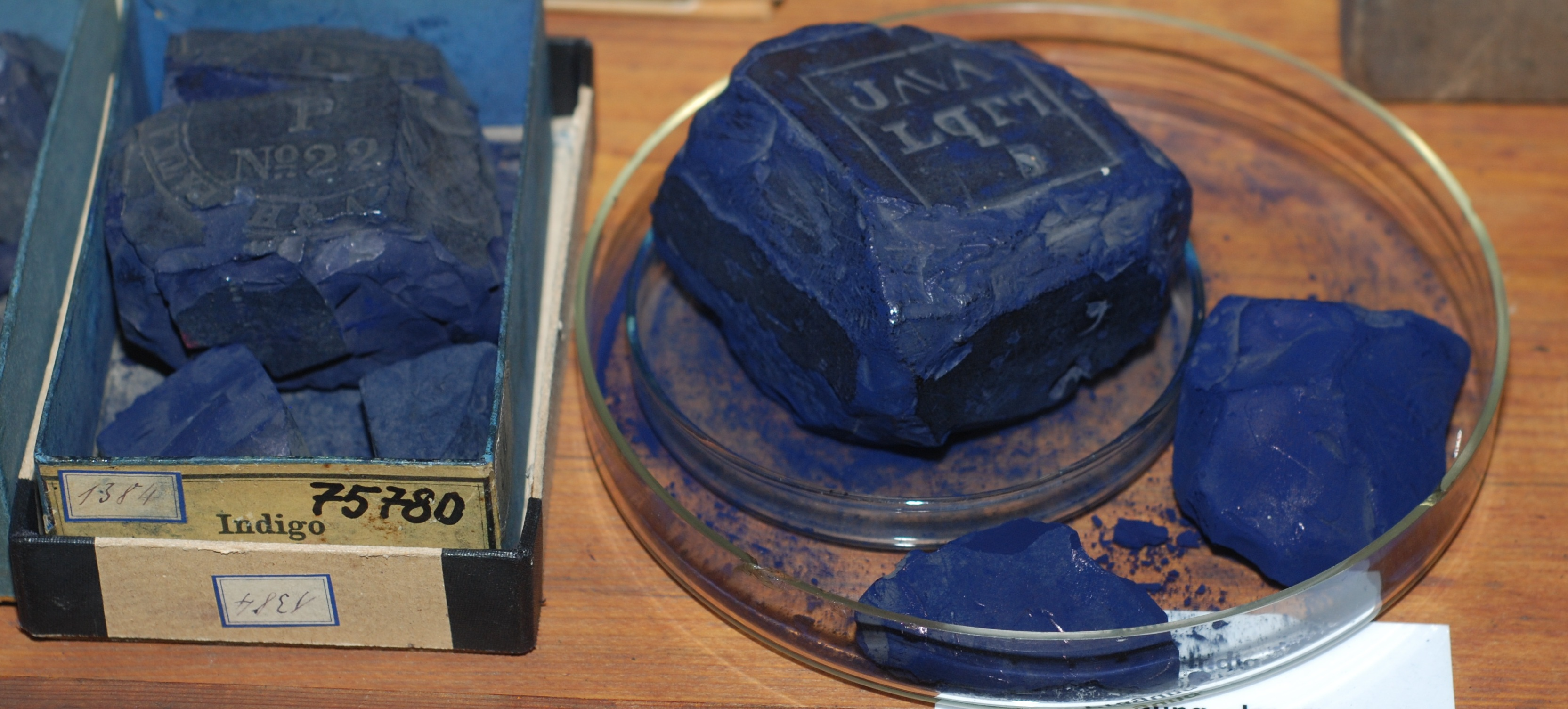
Indigo, Bộ sưu tập thuốc nhuộm lịch sử của Đại học Kỹ thuật Dresden, Đức.

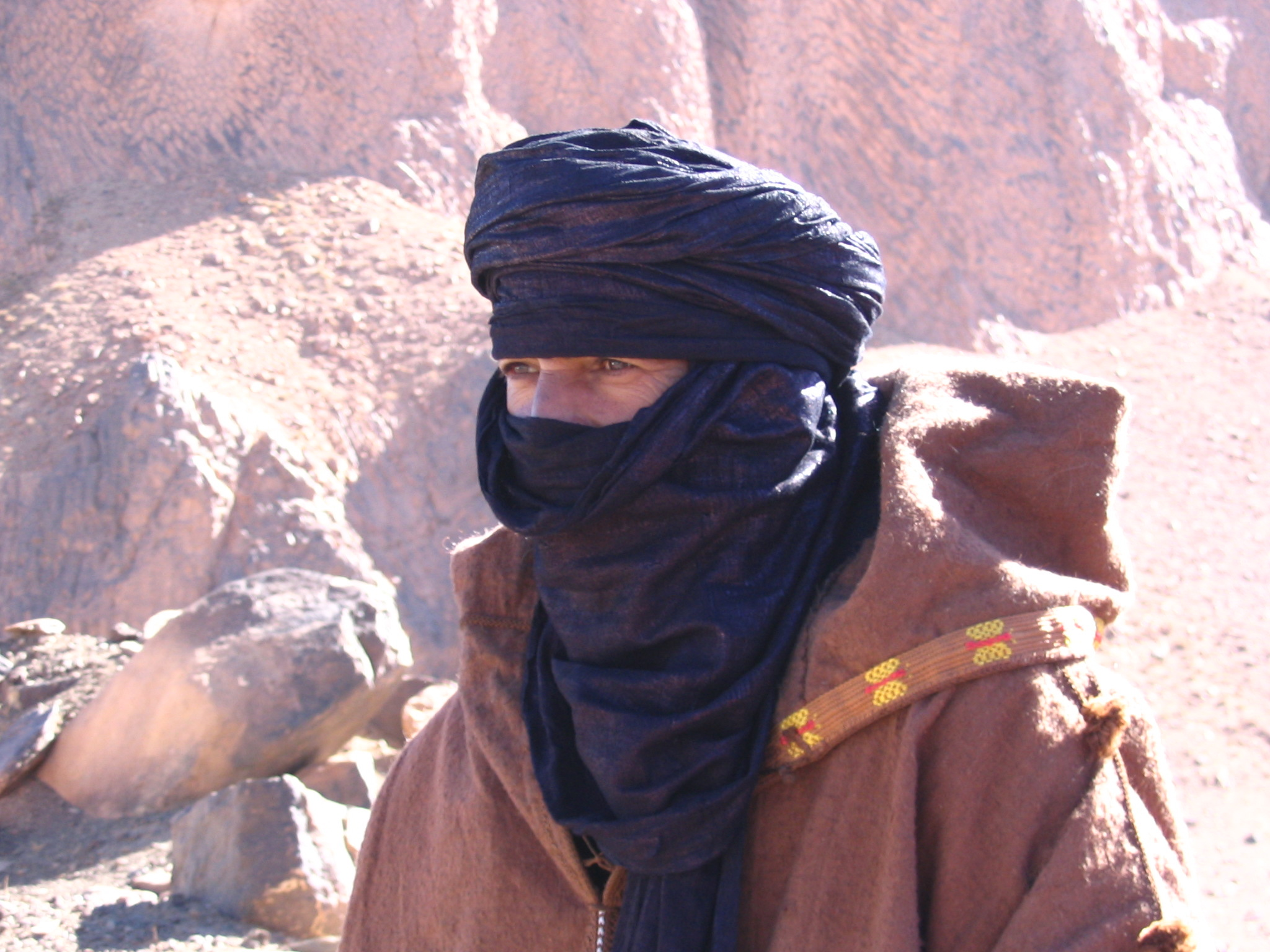
Một người Tuareg đội mũ che mặt nhuộm chàm.

## Thuộc tính hóa học

Phân tử indigo (bột chàm)

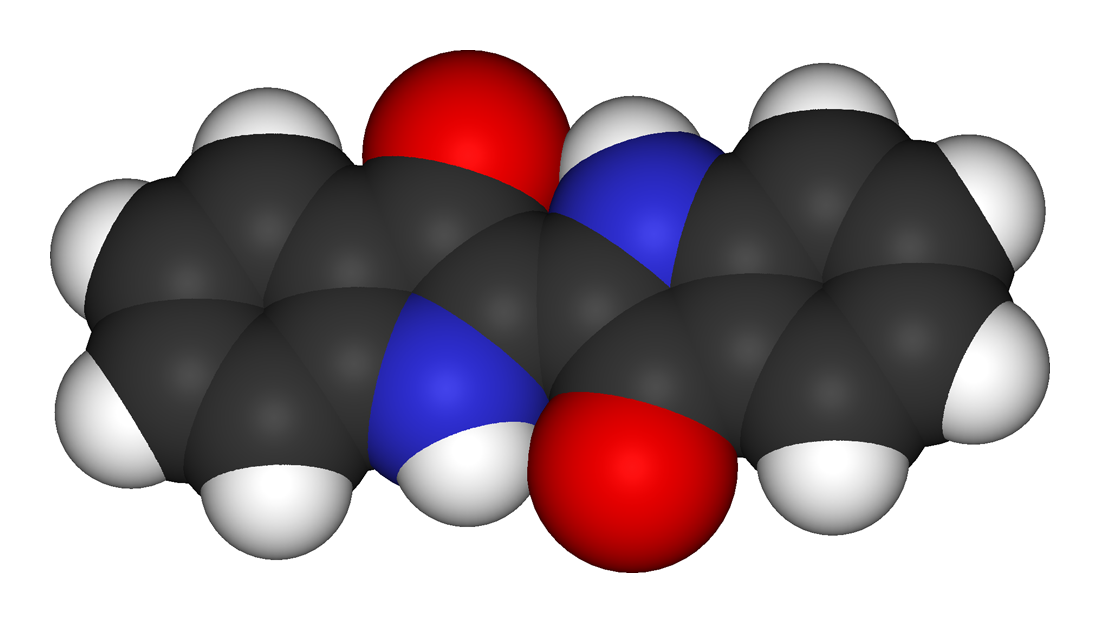
Indigo

indigo carmine

## Tổng hợp hóa học

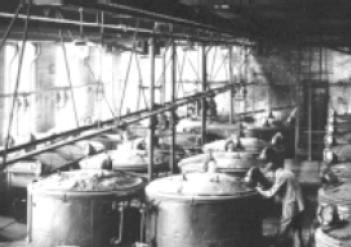
Sản xuất bột chàm tại nhà máy của BASF (1890).